# Gabriel Xavier
Gabriel Augusto Xavier, genannt Gabriel Xavier, (* 15. Juli 1993 in São Paulo) ist ein ehemaliger brasilianischer Fußballspieler.

## Karriere
Gabriel Xavier begann seine fußballerische Ausbildung mit fünfzehn Jahren beim SC Corinthians in seiner Heimatstadt São Paulo. Zwei Jahre später setzte er diese beim FC São Paulo fort. Hier konnte er aber nicht überzeugen und musste bei Portuguesa aus der Série B Vereinen weitermachen. Hier konnte er dann seine ersten Ligaspiele bestreiten.
Im Frühjahr 2015 wurde er dann vom Cruzeiro EC aus Belo Horizonte eingekauft. Dieser verlieh ihn dann im Februar 2016 an Sport Recife. Nach Saisonende kam er nicht zu Cruzeiro zurück, sondern wurde für die Saison 2017 an den EC Vitória ausgeliehen.
Im Juni 2017 wurde die Leihe von Xavier an den Nagoya Grampus aus Japan bekannt. Diese war bis Jahresende befristet. Für den Klub trat er in der J2 League an. Sein erstes Spiel in der Saison 2017 bestritt Xavier am 22. Juli 2017 gegen Kyōto Sanga. In dem Auswärtsspiel stand er in der Startelf und erzielte in der 34. Minute das Tor zum 1:1-Ausgleich (Entstand 3:1). Am Ende der Saison schaffte sein Klub in die J1 League. Aufgrund seiner Leistungen verlängerte der Klub das Leihgeschäft bis Saisonende 2018. Im Juni 2018 wurde bekannt, dass Grampus ein Kaufangebot für Xavier abgeben will. Der verleihende Klub Cruzeiro hielt zu der Zeit 32,5 Prozent der Transferrechte an Xavier. Nach Abschluss der Saison nahm Nagoya Grampus die Option war, Gabriel Xavier vollständig unter Vertrag zu nehmen. Die Ablösesumme betrug 3,5 Millionen US-Dollar. Am 30. Oktober 2021 stand er mit Nagoya im Finale des J. League Cup. Das Finale gegen Cerezo Osaka gewann man mit 2:0.
Zur Saison 2022 wechselte Xavier zu Hokkaido Consadole Sapporo. Im April 2023 wurde der Wechsel von Xavier in seine Heimat zu Chapecoense bekannt und Anfang September bereits wieder die Auflösung des Vertrages. Im Januar 2024 zog es ihn wieder nach Japan. Hier unterschrieb er einen Vertrag beim Zweitligisten Fagiano Okayama. Nachdem er hier sein letztes Spiel im April des Jahres bestritten hatte, gab er im Dezember seinen Rücktritt als Profisportler bekannt.

## Erfolge
Vitória
- Staatsmeisterschaft von Bahia: 2017

Nagoya Grampus
- J.League Cup: 2021